# Iron Butterfly
Iron Butterfly (транскр.  Ајрон батерфлај) америчка је хард рок/психоделична група основана 1966. године у Сан Дијегу, најпознатија по хиту из 1968. године In-A-Gadda-Da-Vida. Ова песма (а и многе друге) донела је групи титулу „прве праве хеви метал групе“. Група је свој зенит доживела крајем шездесетих година прошлог века да би касније неколико пута обнављала рад уз мноштво персоналних измена.

## Чланови групе

### Оригинална постава
- Даг Ингл — оргуље, вокал
- Џек Пини — бубњеви
- Грег Вилис — бас-гитара
- Дани Вајс — гитара

### Садашњи чланови
- Рон Буши — бубњеви
- Ерик Барнет — гитара, вокал
- Мартин Гершвиц — клавијатуре, вокал
- Берни Перши — бубњеви
- Дејв Мерос — бас-гитара, вокал
- Реј Вестон — бубњеви